# АЭС Сан-Онофре
АЭС Сан-Онофре (англ. San Onofre Nuclear Generating Station, SONGS) — бывшая атомная электростанция на тихоокеанском побережье Калифорнии. Находится на северо-западе округа Сан-Диего, к югу от Сан-Клементе. В 2013 году было принято решение о выводе станции из эксплуатации. Владелец АЭС — Southern California Edison, дочернее предприятие Edison International. На станции работало до 2,2 тысяч человек.
Первый блок АЭС (456 МВт) работал с 1968 года по 30 ноября 1992 года,, ныне используется для хранения ОЯТ. Второй и третий блоки (по 1127 МВт) были запущены в 1983—1984 годах. В 2009—2010 году эти блоки прошли ремонт, в ходе которого было установлено четыре новых парогенератора производства Mitsubishi Heavy Industries (Япония) с расчетным сроком службы в 20 лет. Уже в январе 2012 года блоки 2 и 3 были остановлены из-за значительных дефектов в 3 тысячах теплообменных трубках парогенераторов.
7 июня 2013 года Southern California Edison приняла решение об окончательной остановке блоков 2 и 3 и последующем выводе из эксплуатации.

## Информация об энергоблоках
| Энергоблок   | Тип реакторов | Мощность | Мощность | Ввод в эксплуатацию | Закрытие   |
| Энергоблок   | Тип реакторов | Чистый   | Брутто   | Ввод в эксплуатацию | Закрытие   |
| ------------ | ------------- | -------- | -------- | ------------------- | ---------- |
| Сан-Онофре-1 | PWR           | 436 МВт  | 456 МВт  | 1967-07-16          | 1992-11-30 |
| Сан-Онофре-2 | PWR           | 1070 МВт | 1127 МВт | 1982-09-20          | 2012-01    |
| Сан-Онофре-3 | PWR           | 1070 МВт | 1127 МВт | 1983-09-25          | 2012-01    |

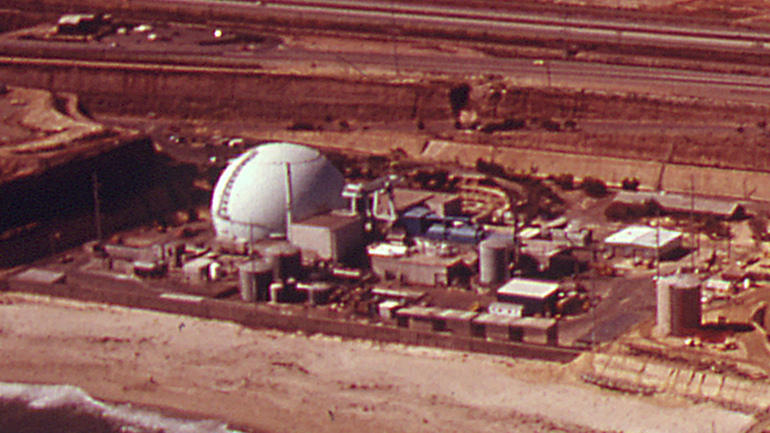
Первый блок в 1975 году.

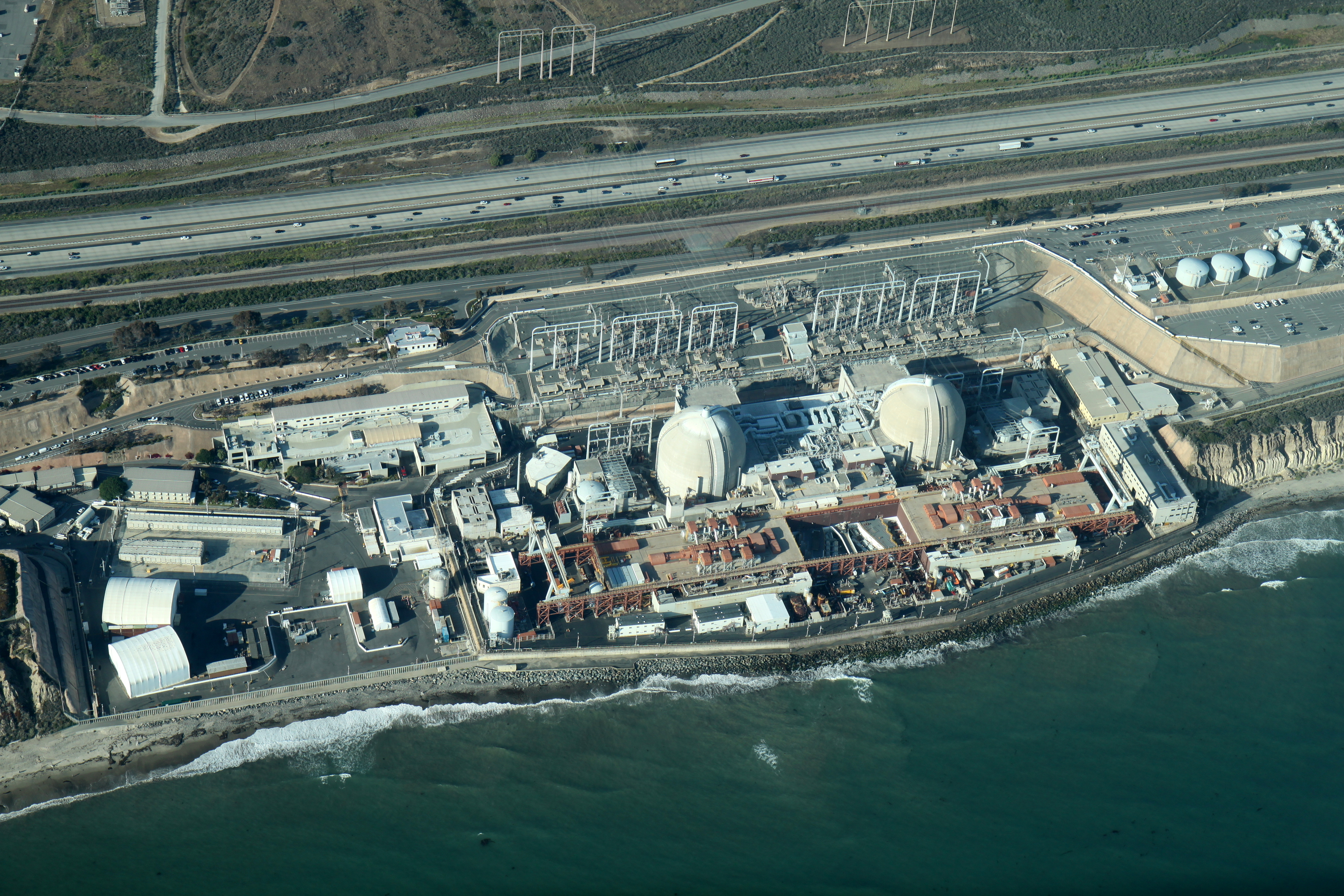
Блоки 2 и 3, 2012 год.

Первый блок станции является реактором PWR первого поколения от Westinghouse, который был окончательно остановлен в 1992 году после 25 лет работы. В 2002 году был демонтирован корпус реактора. Используется как хранилище для ОЯТ. Реактор заключен в сферический контейнмент, сделанный из бетона и стали, толщиной 1,8 и более метров. Максимальная чистая мощность составляла 436 МВт (брутто 456 МВт).
Блоки 2 и 3 построены по проекту компании Combustion Engineering и представляют собой двухпетлевой PWR с брутто мощностью 1127 МВт (чистая мощность  1070 МВт).
В 2011 году был завершен десятилетний процесс замены парогенераторов на блоках 2 и 3, стоимость которого составляла $671 млн. долларов. Из-за двухпетлевого дизайна, нетипичного для столь мощных реакторов 1980-х годов, парогенераторы были одними из крупнейших в отрасли (каждый весом порядка 640 т). Одним из недостатков огромных парогенераторов является повышенный износ труб, из-за которого замена требуется до истечения изначально планировавшегося 40 летнего срока службы. Установка парогенераторов, одного из крупнейших компонентов реактора, требует создания временного отверстия в бетонной и стальной гермооболочке размером около 28 на 28 футов. Замена на втором блоке была завершена в 2009 году, на третьем — в 2011 году. По оценкам компании, модернизация могла бы сэкономить потребителям около 1 миллиарда долларов при условии работы АЭС до конца лицензированного периода — 2022 года.
Во время работы АЭС SONGS обеспечивала около 20 % электроэнергии, требуемой районам Южной Калифорнии.

## Проблемы
В 1982 году журнал Time написал, что при строительстве станции в 1977 году фирма Bechtel установила 420 тонный корпус реактора на Сан-Онофре с поворотом на 180 градусов. В 2008-м станция получила несколько замечаний из-за нефункионирующих аварийных генераторов, неверного подключения батарей и фальсификации данных о безопасности..
В ноябре 2011 года произошла утечка аммиака, ликвидированная через три часа. Работа реакторов не прерывалась.

### Риск для окружающей среды
Оператор станции Southern California Edison заявлял, что АЭС может выдержать землетрясение с силой в 7 баллов непосредственно вблизи станции. Кроме того, вдоль берега возведена 25-футовая стена для защиты от цунами. Бывшая АЭС находится вблизи автострады Интерстейт 5 (Interstate 5), железнодорожной ветки, используемой Национальной железнодорожной пассажирской корпорацией (Amtrak), а также базы морской пехоты «Кэмп-Пендлтон» (Marine Corps Base Camp Pendleton).
В отличие от большинства американских реакторов PWR, Сан-Онофре использует морскую воду для охлаждения.
На станции хранится около 4 тысяч тонн ОЯТ.

## Остановка в 2012 году и закрытие

### Остановка реакторов
Блок Сан-Онофре-2 был планово остановлен в начале января 2012 года для замены топлива и крышки корпуса реактора. 31 января 2012 года на блоке Сан-Онофре-3 в одном из парогенераторов была обнаружена небольшая утечка радиоактивной воды из первого контура (радиоактивного) во второй. Радиоактивные материалы по большей части остались внутри контейнмента, реактор был остановлен вручную в течение трех часов после срабатывания датчика утечки. При осмотре на обоих блоках был обнаружен преждевременный износ более чем 3 тысяч теплообменных трубок (более чем в 15 тысяч мест) внутри новых парогенераторов, установленных в 2010-2011 годах. Оператор станции заявил, что реакторы будут оставаться заглушенными, пока не будут обнаружены причины утечки и износа трубок. В дальнейшем оба реактора не запускали. Из-за остановки АЭС не производилось принудительных отключений электричества, однако для компенсации потерянной мощности увеличилась нагрузка на тепловые станции. Кроме того стоимость электричества для потребителей выросла.

### Реакция NRC
27 марта 2012 года NRC выпустила Confirmatory Action Letter (CAL), запрещающее возобновление работы АЭС до выяснения и исправления причин, приведших к износу трубок.
В 2013 году NRC разъяснило, что при проектировании и расчете парогенераторов Mitsubishi Heavy Industries (MHI) допустила множество ошибок. Например, при расчетах теплогидравлического режима с помощью  программы FIT-III использовались неверные входные параметры, она использовалась в области, для которой расчетная модель неприменима. Также MHI изменила форму изгиба теплообменных трубок и антивибрационную систему; имелись дефекты сварки. Фактически, поставленные парогенераторы являлись дефектными, продолжаются судебные разбирательства между SCE и MHI.